# Mergelglimmer
De mergelglimmer (Amara cursitans) is een keversoort uit de familie van de loopkevers (Carabidae). De wetenschappelijke naam van de soort werd in 1832 gepubliceerd door C. Zimmermann.